# Abelha Buckfast

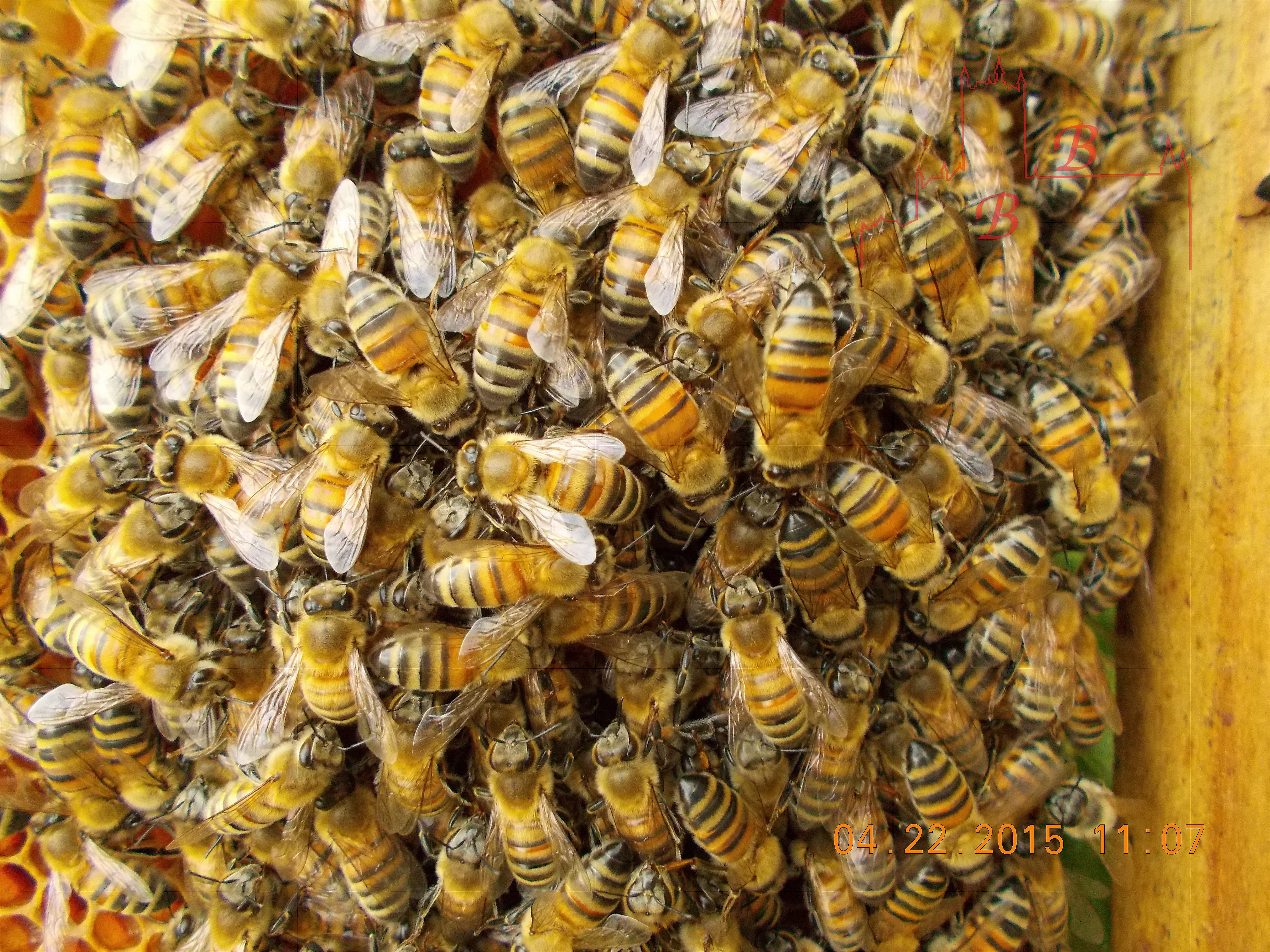
Abelhas Buckfast.

A abelha Buckfast é uma raça híbrida de abelha melífera, um cruzamento de muitas subespécies, desenvolvida pelo irmão Adam (nascido Karl Kehrle em 1898 na Alemanha), beneditino que foi responsável pela apicultura da Abadia de Buckfast no Devon, Reino Unido. A criação da abelha Buckfast é agora feita por criadores em toda a Europa pertencentes à Federação Europeia de Apicultores Buckfast (GDEB)  Esta organização mantém um pedigree para as abelhas Buckfast,  originário da época do irmão Adam.

## Origem
De acordo com as notas pessoais do irmão Adam, 1915 foi "O ultimo ano de vida das colónias da abelha indígena (a linhagem britânica de A. m. mellifera ) antes do seu extermínio pela epidemia de Acarapis woodi, em 1916 apenas abelhas ou descendentes da linhagem italiana da Ligúria da A. m. ligustica sobreviveram. Uma estação de acasalamento isolada foi estabelecida em Dartmoor em junho de 1925, antes desta data os acasalamentos eram aleatórios. Em 1919, uma rainha, mais tarde chamada de B-1, foi criada que "incorporava todas as qualidades desejáveis da Ligúria e da antiga subespécie indigena em uma combinação ideal"; é desta rainha que as abelhas Buckfast descende.
Outras subespécies (e linhagens) foram posteriormente incluídas no programa de criação da Buckfast pelo irmão Adam: Buckfast (B1), A. m. ligustica (linhagem da Ligúria; todas as outras linhagens se mostraram suscetíveis à Acarina, especialmente aquelas importadas dos EUA e de cor totalmente dourada), A. m. cypria, A. m. carnica, A. m. cecropia, A. m. meda (linhagens iraquiana e iraniana), A. m. sahariensis, A. m. anatoliaca (linhagens turca e armênia), Apis mellifera caucasia, A. m. lamarckii, A. m. monticola(linhagem Monte Elgon ), A. m. adami e A. m. macedonic(cepa do Monte Atos).
Em 1971, outros criadores de abelhas começaram a aderir ao programa de criação da Buckfast e estabeleceram suas próprias estações de acasalamento isoladas, além de usar inseminação instrumental, hoje a criação de abelhas Buckfast de raça pura é regulamentada pela Federação de Apicultores Europeus de Buckfast (GDEB) em mais de vinte e seis países com vários criadores. 

## História
Seu criador, o irmão Adam, foi inspirado pela sobrevivência dos cruzamentos italiano (Apis mellifera ligustica) com a abelha preta (A. m. mellifera)  que resistiram a doença Acarapis woodi que atingiu a Abadia de Buckfast. Para poder controlar os acasalamentos, ele começou a usar um vale isolado em Dartmoor. Sem outras abelhas por perto, o irmão Adam conseguiu manter a integridade genética e desenvolver características desejáveis. O irmão Adam investigou várias subespécies de abelhas e fez muitas viagens longas pela Europa, África e Oriente Médio, buscando características desejáveis em linhagens locais. Ele também importou rainhas para incluir em seu programa de criação. O livro Em Busca das Melhores Cepas de Abelhas conta sobre suas viagens em busca de património genético.
Cada nova subespécie ou linhagem de abelha foi primeiramente cruzada com as abelhas Buckfast existentes. Em muitos casos, as novas qualidades desejadas foram passadas para a próxima geração e a nova combinação foi então estabilizada com mais trabalho de melhoramento. Cada cruzamento com um novo tipo de abelha levava cerca de 10 anos até que os genes desejados fossem fixados na raça. Ao longo de 70 anos, o irmão Adam conseguiu desenvolver uma abelha vigorosa, saudável e fecunda, que foi chamada de abelha Buckfast.
A abelha Buckfast é popular entre os apicultores e pode ser encontrada em criadores de abelhas na Alemanha, Irlanda, Reino Unido, França e outros lugares. As qualidades das abelhas Buckfast são muito favoráveis, às vezes chamadas de abelhas dos apicultores. Elas não são agressivas e são altamente produtivas. O irmão Adam, no seu livro, Beekeeping at Buckfast Abbey, escreve que em 1920 obtiveram "uma média de nada menos que 192 libras [87 kg] de excedente por colónia e rendimentos individuais superiores a  152 kg". Segundo o documentário de 1986, The Monk and the Honey Bee, mais de 400 libras (181 kg) de mel foram produzidos por uma única colónia de Buckfast.

## Programa de criação de Buckfast
As características desejadas na criação de abelhas Buckfast podem ser divididas em três grupos: primárias, secundárias e terciárias.

### Primário
Estas são as qualidades básicas de importância económica e constituem o objetivo principal na criação:
- Indústria – uma capacidade ilimitada de trabalho (de coleta) é, sem dúvida, o principal requisito.
- Fecundidade – a rainha em função do fluxo de néctar deve ser capaz de encher pelo menos oito ou nove favos Dadant com ninhada.
- Resistência as doenças – é absolutamente indispensável e essencial para o sucesso da apicultura.
- Aversão à enxamear – um pré-requisito indispensável na apicultura moderna.[9]

### Secundário
Elas são de grande importância, pois cada uma contribui com sua respetiva parcela para a intensificação da capacidade de coleta de mel da colónia:
- Longevidade – o prolongamento da vida útil da abelha denotará um aumento correspondente na força efetiva de forrageamento e na capacidade de uma colónia.
- Poder de asa – a capacidade de forragear mais longe pode ser um fator importante no desempenho de uma colónia.
- Olfato aguçado – sem ele, uma colónia não conseguiria forragear mais, por isso está intimamente ligado ao poder das asas.
- Instinto de defesa – este é o remédio mais eficaz contra o roubo (não deve ser confundido com agressão ao apicultor).
- Resistência e capacidade de hibernação – capacidade de hibernar com estoques de qualidade inferior por longos períodos sem um voo de limpeza.
- Desenvolvimento primaveril – não deve ocorrer prematuramente e sem necessidade de estimulação artificial.
- Economia ou frugalidade – uma qualidade intimamente ligada ao desenvolvimento sazonal das colónias.
- Instinto de autoaprovisionamento – armazenamento em câmara de criação sazonalmente apropriado para o inverno.
- Construção de favos – o desejo de construir favos parece aumentar o entusiasmo por qualquer forma de atividade de valor económico.
- Coleta de pólen – não deve ser confundida com a coleta de néctar; pólen de boa qualidade afeta positivamente a longevidade. [10]

### Terciário
Essas qualidades ajudam a reduzir ao mínimo o tempo e o esforço envolvidos nos cuidados e na atenção sazonais exigidos para garantir os máximos resultados de produção por colónia:
- Bom temperamento – a não agressão é uma qualidade desejada por todos os apicultores. A agressão é uma característica comum na linhagem M, como a A. m. mellifera, mas a docilidade é uma característica da linhagem C, como a A. m. ligustica, com a qual a abelha Buckfast está mais intimamente relacionada. [11]
- Comportamento calmo - abelhas que permanecem calmas quando são manipuladas (inspecionadas) facilitarão muito o trabalho da apicultura.
- Pouca produção de própolis– o excesso de própolis pode aumentar o trabalho do apicultor.
- Nenhuma construção anárquica na colmeia – a presença de favos em sítios errados torna a inspeção e manipulação dos quadros não apenas uma tarefa difícil e árdua, mas também pode causar a morte da rainha ao removê-los.[12]

## Características
Comparada à maioria das subespécies de abelhas, a abelha Buckfast coleta menos própolis, permanece em repouso no inverno, mas ativa-se rapidamente no momento apropriado na primavera (na Inglaterra/norte da Europa) e mantém uma força máxima efetiva da colónia durante todo o verão, permitindo que a produção de mel seja sempre ao máximo. Quanto ao temperamento, a abelha Buckfast é excecionalmente dócil e tolera o manuseio em condições climáticas desfavoráveis. Uma abelha Buckfast pura irá enxamear, mas está pouco disposta a fazê-lo.

### Vigor híbrido para maximizar o rendimento
Embora a abelha Buckfast pura tenha uma habilidade incomum de coletar mel, os retornos podem ser maximizados por meio do vigor híbrido ( heterose ) ao cruzar a Buckfast pura, geralmente do lado paterno, com outras subespécies. Entretanto, nem todos os cruzamentos produzirão qualidades desejáveis, de acordo com o Irmão Adam. Muitas vezes, a tendência de enxameação aumenta tanto que afeta a produção de mel. Os seguintes cruzamentos proporcionaram excelentes resultados sem aumentar o instinto de enxameação: rainha A. m. anatoliaca x zangões Buckfast; rainha Buckfast x zangões A. m. carnica ou A. m. cecropia ; rainha A. m. cecropia x zangões Buckfast ou A. m. carnica . Mas descobriu-se que o seguinte maximizava o instinto de enxameação: rainhas A. m. mellifera ou A. m. intermissa ou A. m. carnica x zangões Buckfast.

### Resistência à Varroa de diferentes linhagens de Buckfast
Em um estudo conduzido por Oddie, Dahle e Neumann, uma cepa originalmente norueguesa de Buckfast foi descoberta como resistente à varroa. Na Finlândia (Apiários de Lundén) e na Suécia (Apiários de Österlund) existem estirpes de Buckfast confirmadas como resistentes à varroa por outros criadores. 

### Higiene sensível à Varroa
Um projeto de criação foi iniciado nos Países Baixos em 2014 pela Stichting Arista Bee Research, com o objetivo de produzir uma abelha resistente à Varroa, usando a inseminação por zangão para melhorar o comportamento de Higiene Sensível à Varroa (VSH). Ao importar sémen de colónias de VSH nos EUA em 2013, eles trabalharam com apicultores de Buckfast da Bélgica, Luxemburgo, Alemanha, França e Holanda e conseguiram produzir colónias completamente resistentes à Varroa sem o uso de nenhum tratamento.

## Inconvenientes
Nem tudo é perfeito e a abelha Buckfast apresenta alguns inconvenientes:
- O preço muito mais alto que as espécies indígenas, por causa do monopólio dalguns produtores de raça pura radicados essencialmente na Alemanha.[18]
- A pureza genética obriga os apicultores a comprar rainhas de dois em dois anos para evitar uma enxameação e uma consequente hibridação das abelhas com a perda duma parte das suas qualidades.[18]

- A Buckfast, permanece em repouso no inverno, e tarde a sair no fim do inverno/primavera, no sul da Europa, em comparação com outras subespécies, não aproveitando por exemplo a floração do eucalipto.[19]

- A rainha não para a postura nas épocas de carência, o que obriga a uma alimentação extra.[19]

- A introdução de espécies híbridas e a resultante poluição genética é um grande motivo de preocupação para os apicultores de subespécie indígena.[18]
- Aliás a introdução de outras raças num país onde existe uma abelha nativa dominante é de todo uma “guerra perdida”.[18]
- Em tempos de mudança climática a preocupação dos apicultores não é de ter a melhor abelha, mas sim  a mais adaptada o seu ecossistema, e embora não seja a melhor produtora seja capaz de resistir e sobreviver a todas as condições adversas.[18]